# ウガンダ (1963年-1971年)

ウガンダ主権国（1963年-1967年）
ウガンダ共和国（1967年-1971年）
Sovereign State of Uganda
（1963 ‐ 1967）
Republic of Uganda
（1967 ‐ 1971）

国の標語: For God and My Country（英語）
神と我が国のために国歌: Oh Uganda, Land of Beauty（英語）
おおウガンダ、美しき地

| 先代 | 次代                     |
| --- | ------------------------ |
| ウガンダ (1962年-1963年) ブガンダ ブニョロ ブソガ ルウェンズルル トゥーロ王国 アンコーレ王国 バンヤ首長国 コーキ | ウガンダ (1971年-1979年) |
1963年から1971年までのウガンダ（Uganda_(1963–1971)）は、独立からイディ・アミンが権力を掌握するまでの期間である。

## 解説
1963年から1967年までの国号は、ウガンダ主権国（ウガンダしゅけんこく、英語: Sovereign State of Uganda）で、1967年の憲法制定に伴い国号をウガンダ共和国（ウガンダきょうわこく、英語: Republic of Uganda）へと変更、選挙君主制は廃止された。
1971年に発生した1971年ウガンダクーデターによって当時の大統領であったミルトン・オボテは失脚し、1979年まで続くイディ・アミンによる独裁政権が成立する。 